# Степан Месич
Сте́пан (Стіпе) Ме́сич (хорв. Stjepan (Stipe) Mesić; нар. 24 грудня 1934, Ораховиця) — хорватський політичний діяч, другий президент незалежної Хорватії.

## Короткий життєпис
Школу закінчив в Осієку, гімназію — в місті Славонська Пожега. Диплом про вищу освіту здобув на юридичному факультеті Загребського університету, після чого працював у юриспруденції. З 1966 по 1971 р. був головою виконавчої ради скупщини громади м. Ораховиця, де його обрали депутатом Сабору (парламенту) СР Хорватія. Після подій 1971 р. за участь у хорватському національному русі був засуджений, рік провів у в'язниці. Після виходу на волю 1976 р. влаштувався на роботу в будівельно-архітектурну фірму, де, зокрема, працював і управителем. 1989 р. стає одним із засновників партії Хорватська демократична співдружність (ХДС). 1990 року обраний її головним секретарем; у 1991—1992 pp. Месич — голова виконкому ХДС. На перших демократичних виборах 1990 р. його обрано до Сабору від ХДС у м. Ораховиця. Після формування демократичного хорватського уряду 1990 р. призначається на посаду прем'єр-міністра республіки. Як представник Хорватії в серпні 1990 стає членом президії СФРЮ, а згодом (з 1 липня 1991 по 4 грудня 1991 р.) — головою президії СФРЮ. У грудні 1991 р. подає у відставку й повертається до Загреба, де виконує функцію голови виконавчого комітету ХДС.
1992 р. Степан Месич обирається Головою Сабору Республіки Хорватія. 1994 р. розходиться в поглядах із президентом Франьо Туджманом, залишає ХДС і засновує партію «Хорватські незалежні демократи». 1997 р. разом із ХНД входить до Хорватської народної партії, де дістає посаду виконавчого заступника голови партії й голови Загребської парторганізації. Після того, як у грудні 1999 р. помирає Франьо Туджман, на виборах у лютому 2000 р. Месича в два тури обирають президентом РХ. Ще будучи в опозиції до особистості Франьо Туджмана, Месич багато разів обирався найпопулярнішим політиком у Хорватії. Одначе в жодному з опитувань він не досяг такого відсотку популярності, який мав Туджман. На виборах 2005 р. Месич був висуванцем вісьмох політичних партій і одержав майже половину голосів виборців, але до абсолютної більшості не добрав декілька відсотків. У другому турі Месич зіткнувся з пізнішим (з 2009 по 2011 р.) прем'єр-міністром Хорватії Ядранкою Косор і переміг. У 2010 р. на посту очільника держави Месича змінив Іво Йосипович.
Під час російського вторгнення в Україну 2022 року Месич підтримував російський наратив. Так, у перші тижні вторгнення заявив, що російсько-українську війну спричинило розширення НАТО на країни Центрально-східної Європи і що Україна повинна бути нейтральною державою. Пізніше критикував санкції проти Росії, заявляючи, що від них найбільше страждають громадяни ЄС.

## Особисте
За національністю — хорват. Одружений у 1961 р. з Мілкою Дудундич, українського і сербського походження, родом з Хорватської Костайниці, з якою має двох дочок. Також має двох онуків.